# ВЕС Вест-оф-Даддон-Сандс
ВЕС Вест-оф-Даддон-Сандс (англ. West of Duddon Sands Wind Farm) – британська офшорна вітроелектростанція в Ірландському морі біля узбережжя Камбрії.
Місце для розміщення ВЕС обрали за 15 км на південний захід від острова Уолні (можливо відзначити, що в цьому районі розташовані й інші об'єкти вітроенергетики, як то станції Барроу, Уолні, Ормонд). Будівництво розпочалось у 2012-му на суходолі, а наступного року стартували офшорні роботи. Спорудження фундаментів (монопалі та встановлені на них перехідні елементи, до яких потім кріпляться башти вітроагрегатів) здійснювали судна Pacific Orca (78 одиниць) та Sea Installer (30 одиниць). Кожна монопаля мала діаметр від 5 до 6 метрів та важила до 650 тон. Монтаж вітрових турбін, який стартував у вересні 2013-го та завершився в наступному році, здійснювало останнє із згаданих суден.
Офшорну трансформаторну станцію у складі опорної основи («джекету») та надбудови з обладнанням («топсайду) спорудили з використанням плавучого крану Rambiz. Для видачі продукції за допомогою судна Stemat Spirit проклали два головні експортні кабелі, розрахований на роботу під напругою 150 кВ. Їх загальна довжина складає 82 км (крім того ще 22 км наземної ділянки).
Станція складається із 108 вітроагрегатів Siemens SWT-3.6-120 з діаметром ротора 120 метрів та одиничною потужністю 3,6 МВт. Вони займають площу 66 км2 та змонтовані на баштах висотою 90 метрів в районі з глибинами моря від 17 до 24 метрів.
Вартість проекту, реалізованого компаніями Scottish Power Renewables та DONG Energy, склала 1,6 млрд фунтів стерлінгів.